# Vlag van Kaag en Braassem

Vlag van de gemeente Kaag en Braassem

De vlag van Kaag en Braassem is de gemeentelijke vlag van de Zuid-Hollandse gemeente Kaag en Braassem. Het is niet bekend of dit een officiële vlag is en wanneer dit vastgesteld zou zijn. De vlag bestaat uit een witte achtergrond waarop het gemeentelogo is afgebeeld. Logovlaggen worden niet opgenomen in het vlaggenregister van de Hoge Raad van Adel omdat ze zich niet aan de regels van de vlaggenleer houden.
De kleuren kenmerken de aard van het gemeente. Groen staat voor het landelijke en het agrarische karakter en paars is de vermenging van water (blauw) en rood (de verstedelijking). De wiekvorm van het logo verwijst naar de molens in de gemeente. De golf staat voor het water en de recreatiemogelijkheden binnen de gemeente. De vette paarse lijn staat voor de A4 en de HSL die de gemeente doorkruisen. Het raster verwijst naar de kassen en de tuinbouw in de gemeente. Ten slotte verwijst de groene lijn naar de akkers en de graslanden in de gemeente. 
Alblasserdam
· Albrandswaard
· Alphen aan den Rijn
· Barendrecht
· Bodegraven-Reeuwijk
· Capelle aan den IJssel
· Delft
· Den Haag
· Dordrecht
· Goeree-Overflakkee
· Gorinchem
· Gouda
· Hardinxveld-Giessendam
· Hendrik-Ido-Ambacht
· Hillegom
· Hoeksche Waard
· Kaag en Braassem
· Katwijk
· Krimpen aan den IJssel
· Krimpenerwaard
· Lansingerland
· Leiden
· Leiderdorp
· Leidschendam-Voorburg
· Lisse
· Maassluis
· Midden-Delfland
· Molenlanden
· Nieuwkoop
· Nissewaard
· Noordwijk
· Oegstgeest
· Papendrecht
· Pijnacker-Nootdorp
· Ridderkerk
· Rijswijk
· Rotterdam
· Schiedam
· Sliedrecht
· Teylingen
· Vlaardingen
· Voorne aan Zee
· Voorschoten
· Waddinxveen
· Wassenaar
· Westland
· Zoetermeer
· Zoeterwoude
· Zuidplas
· Zwijndrecht